# Anıtlı
Anıtlı, zwane również Hah (syr. ܚܐܚ) – wieś w regionie Tur Abdin, w tureckiej prowincji Mardin. Zamieszkana przez 150 osób (2012).
Hah była ważnym ośrodkiem religijnym syryjskich chrześcijan. W średniowieczu była dużym ośrodkiem, z 12 tysiącami domów oraz 44 kościołami. Wśród nich znajduje się m.in. kościół Mor Bachusa czy kościół Mor Sovo z VI w., zniszczony podczas najazdu Tamerlana.

Najważniejszym z nich jest jednak kościół pw. Świętej Dziewicy, według tradycji najstarsza chrześcijańska świątynia na świecie, wybudowany na pamiątkę przejścia przez Hah Trzech Króli, w drodze do nowo narodzonego Jezusa. Kościół ten ma znacząco różną od innych w regionie architekturę oraz charakteryzuje się półkolem łukowatych wnęk wokół ołtarza, przypominającym synthronon. Właściwość ta sugeruje, że był on głównym kościołem diecezji Tur Abdin.
Na wzgórzu we wsi wybudowane w krąg i połączone ze sobą kamienne domy formują rodzaj fortu. Według lokalnej tradycji w roku 1915 5000 syryjskich mieszkańców wsi przez wiele miesięcy broniło się przed armią osmańską.